# Rezolucja Rady Bezpieczeństwa ONZ nr 185
Rezolucja Rady Bezpieczeństwa ONZ nr 185 została przyjęta jednomyślnie 16 grudnia 1963 r.
Po przeanalizowaniu wniosku Kenii o członkostwo w Organizacji Narodów Zjednoczonych, Rada zaleciła Zgromadzeniu Ogólnemu przyjęcie tego państwa do swojego grona.

## Źródło
- UNSCR - Resolution 185